# St. Daniel
St. Daniel je naselje občine Dole na Zilji v okraju Šmohor na Koroškem v Avstriji.